# Constitution du Somaliland
Lire en ligne

Consulter

La Constitution du Somaliland est la loi fondamentale du Somaliland. Elle fut adoptée par le Parlement du Somaliland le 30 avril 2000. La Constitution fut approuvée dans un référendum qui s'est tenu le 31 mai 2001. 97 % des participants ont voté en sa faveur. Sa version publiée comporte un préambule (Arar), cinq chapitres principaux (Qaybo) chacun subdivisée en sous-parties (Xubno). Il y a actuellement 130 articles (Qodobo) comparé aux 156 articles de la précédente version.

## Compléments